# Мойлен, Стивен
Стивен Мойлен (англ. Stephen Moylan, 1737—1811) — ирландско-американский патриот времён американской войны за независимость. Он занимал несколько должностей в Континентальной армии, в том числе помощника генерала Джорджа Вашингтона. Ему принадлежит самое раннее известное использование фразы «Соединённые Штаты Америки».
Первым документально подтверждённым использованием названия «Соединенные Штаты Америки» является письмо от 2 января 1776 года, написанное Стивеном Мойленом, помощником Джорджа Вашингтона. Обращаясь в письме к подполковнику Джозефу Риду, Мойлен выразил пожелание нести «полные и достаточные полномочия Соединенных Штатов Америки» в Испанию для оказания помощи в революционной войне.